# Джусінський рудник
Джусінський рудник – гірничодобувне підприємство у Оренбурзькій області Росії.
Запаси Джусінського родовища оцінили у 6,9 млн тон руди, яка в середньому містить 2,7% міді та 0,33% цинку. В 2001-му тут почали гірничі роботи, а з 2004-го по 2014 роки провадили видобуток руди відкритим способом, при цьому глибина кар’єру досягнула 260 метрів.
В 2013-му почали будівництво підземного рудника, який почав видобуток в 2019-му. Він має річну потужність у 0,25 млн тон та повинен вилучити 1,3 млн тон руди. Вхідний портал транспортного ухилу облаштували в кар’єрі за кілька десятків метрів вище від його дна, при цьому станом на 2021-й глибина підземних виробіток становила 265 метрів і планувалось невдовзі почати вилучення запасів з горизонту, який залягає ще на 80 метрів нижче.
Видобута руда надходить на Гранітівську збагачувальну фабрику.
Проект реалізувала компанія «ОРМЕТ», що належить до групи «Русской медной компании».